# Kanton Fontaine-lès-Dijon
Kanton Fontaine-lès-Dijon (francouzsky Canton de Fontaine-lès-Dijon) je francouzský kanton v departementu Côte-d'Or v regionu Burgundsko. Tvoří ho 13 obcí.

## Obce kantonu
- Ahuy
- Asnières-lès-Dijon
- Bellefond
- Daix
- Darois
- Étaules
- Fontaine-lès-Dijon
- Hauteville-lès-Dijon
- Messigny-et-Vantoux
- Norges-la-Ville
- Plombières-lès-Dijon
- Savigny-le-Sec
- Talant